# فلويد شتال
فلويد شتال (بالإنجليزية: Floyd Stahl)‏ هو مدرب كرة سلة أمريكي، ولد في 18 يوليو 1899، وتوفي في 15 يوليو 1996.

## وصلات خارجية
- فلويد شتال على موقع كلية كرة السلة في سبورتس رفرنس.كوم (الإنجليزية)